# Облога Негапатама (1781)
Облога Негапатама відбувалася протягом 21 жовтня — 11 листопада 1781 року між силами князівства Майсур та підрозділами Британської Ост-Індської компанії, є складовою частиною другої англо-майсурської війни. Битва відбулася біля міста Шолінгур, за на захід 80 км від Мадраса. Британські частини під командуванням Ейре Кута мали набагато більшу чисельність та примусили майсурців відступити.

## Попередні дані
Після вступу Франції до військових дій у війні за незалежність США 1778 року королівство Великої Британії розпочинає активні бойові дії на території Індії щоб перебрати під свій контроль французькі форпости, захоплюють форт Мае. Гайдар Алі почав військові дії проти британців та першопочатково мав добрі досягнення та певний час загрожував британському форпосту на східному узбережжі — форту Мадрас. Проте досить швидко бойові дії перейшли в стан позиційної війни, якими вони й залишилися на початок сезону дощів 1781 року.
Груднем 1780 року Велика Британія оголошує війну республіці Об'єднаних провінцій, однією з підстав стала реалізація зброї на підтримку французів та американських повстанців. Новина про оголошення війни до голландського губернатора Реньє ван Віссінгена в Негапатамі на початку 1781-го не досягла, про саму війну вже в червні того року йому оголосив Імам Віллем Фальк, губернатор Голландської Ост-Індії в Тринкомалі.
На той час англо-голландські відносини щодо Негапатама та Майсуру були досить теплими. Загони Гайдара Алі здійснювали набіги на околиці Негапатама на початку 1781 року, і ван Фліссінген намагався за це стягнути поату за збитки. Проте ван Фліссінген був змушений платити викуп за голландців, що прибули до табору військовиків Гайдара Алі та були полонені в Тханджавурі. Проте голландці не були звільнені, а прозвучали погрози щодо погіршення становища Пулікату та Садрасу. Допомогти залагодити конфлікт голландцям брався Ейре Кут, керівник британського мадраського гарнізону. Влітку губернатором Мадрасу стає Джордж Маккартні, він і приносить звістку про англо-голландську війну, та проводить мобілізацію сил для захоплення голландських форпостів на території сучасної Індії й Цейлону. Ван Фліссінген, як тільки дізнався про війну з Великою Британією, відновив перемовини про військовий союз із Гайдаром Алі, який і був укладений 29 липня, офіційно ратифікований 4 вересня.

## Бойові дії та облога
На початку серпня голландці посилають до табору Гайдара Алі в Танджорі 600 озброєних чоловік із зброєю та набоями. Із зростанням загрози зі сторони британців голландці нарощують оборонні зусилля, у кінці вересня 600 голландців повертаються до Негапатама з 2100 майсурськими вояками та встановлюють оборонну лінію за межами міста.
На той час більшість британських сил на східному узбережжі були задіяні проти Гайдара Алі, і генерал Кут не був зацікавлений відволікати значну частину з них. Лорд Маккартні забезпечився військовою допомогою Гектора Мунро, що на той час збирався відплисти до Великої Британії. Маккартні зумів переконати полковника Джона Брейтвейта, чиї сили діяли південніше Мадраса, почати бойові дії проти застав голландців. З огляду на недавнє поранення Брейтвейт відіслав солдатів у напрямку Негапатама під орудою полковника Екклса Ніклсона, сили Мунро туди ж були доставлені флотом адмірала Едварда Х'юза. 20 жовтня сили Ніклсона захоплюють голландський форпост в Карікалі, наступного дня зайняли Наґур — голланське укріплення, що знаходилося під контролем Гайдара Алі. Того ж дня під Наґур кораблями було перекинуто й сили Х'юза.
27 та 28 жовтня невеликі загони Мунро спробували оволодіти голландськими укріпленнями та були відбиті. Після проведення розвідки з одного із кораблів Х'юза британці перебрали контроль над ситуацією 30 жовтня, голландці зачинилися в укріпленні.
З 1 листопада солдати Мунро почали споруджувати облогові окопи. 5 листопада розпочалося будівництво передньої батареї, уночі на 6 листопада голландці здійснили вилазку з метою завадити облаштуванню, проте наступного дня укріплення було зведене. 7 листопада артилерійська батарея розпочала обстріл Негапатама, досить серйозно руйнуючи стіни форту. Вилазка голландців 10 листопада теж завершилася безуспішно.
Внаслідок запитів голландців до Гайдара Алі ще один загін під Негапатам був відряджений 28 жовтня та 8 листопада він досягнув укріплень. Сили Гайдара на заклик Фліссінгена відреагували досить неохоче, бачачи велику кількість британських військ. До того часу сили Мунро змогли перехопити ініціативу та атакували сили Майсуру ще то того, як вони спішилися й змусили відступити. 13 листопада наблизилося до форту майсурське підкріплення, однак воно лише дізналося про здачу укріплення.
12 листопада завершилися перемовини про здачу форту, того ж дня голландський гарнізон здався.
Внаслідок перемоги у цій війні Велика Британія пішла на захоплення голландської колонії Тринкомалі та інших володінь. На честь перемоги під Негапатамом 1784 року було у Великій Британії зведено монумент (Fyrish Monument).

## Принагідно
- The Dutch East India Company and Mysore, 1762—1790
- Revolutionary War Battles
- Mysore Wars 1767 to 1799 Kingdom of Mysore — versus — British East India Company